# Fancy Feast
Fancy Feast — кошачий корм производства Nestlé Purina PetCare, представленный в 1982 году компанией Carnation. Изначально выпускалось 7 вкусов влажного корма.

## История
В 1982 году Fancy Feast был представлен в банках по 3 унции влажного корма семи различных сортов. Это был первый «изысканный» корм для кошек. В оригинальной рекламе диктор сказал: «Ваша кошка оказывает вам такой холодный приём, когда вы подаёте холодный, оставшийся кошачий корм? Смотрите, как он разогревается до причудливого застолья» (англ. «Your cat give you that cold shoulder when you serve cold, leftover cat food? Watch it warm up to Fancy Feast»). В рекламном ролике также была показана белая персидская кошка, которая говорила о своих мыслях. В 1985 году марка Fancy Feast была продана вместе с Friskies и другими кормами для домашних животных компании Nestlé, и в результате слияния компания получила название Friskies PetCare Company.

## Полемика
После того, как в новостных агентствах и неправительственных организациях появились сообщения о рабском труде, связанные с кормами для домашних животных Purina, в декабре 2014 года швейцарская компания Nestlé начала внутреннее расследование по этому вопросу. Их выводы показали, что рабский труд присутствовал в их цепочке поставок в Мьянме и Камбодже, где рабочие оказались в ловушке, работая на рыболовных судах в нечеловеческих условиях и практически без оплаты. Nestlé обязалась публиковать ежегодные отчёты и работать с поставщиками, чтобы добиться положительных изменений в том, как они получают свои ингредиенты. 12 октября 2023 года был подан иск против корма для домашних животных Nestlé. Компания Nestlé Purina Pet Care была обвинена в ложной рекламе. Многие потребители жаловались на то, что упаковка корма Nestlé Purina Pet Care заявлена как «полностью натуральная», но содержит много синтетических ингредиентов в их корме для домашних животных, которые не считаются «натуральными». Одним из ингредиентов является влажный корм Fancy Feast. Дело говорит о том, что корм Nestlé' Purina Pet Care потерял прибыль из-за ложной рекламы «полностью натурального» корма.

## Слоганы
- «Fancy Feast, darling?». (1982)
- «A moist and delicious meal in every can». (1982—1984)
- «Good taste is easy to recognize». (1982—2005)[4][5]
- «Is it love, or is it Fancy Feast?». (2005—2008)
- «The best ingredient is love». (2010 — настоящее время)[6]

## Продукция

### Праздничные корма
Fancy Feast ежегодно выпускает ограниченную серию праздничных кормов во время рождественских праздников. Первый праздничный корм был выпущен в 1984 году.

### Выпускаемые корма

#### Влажные

##### Классические
- Chicken Feast
- Cod, Sole and Shrimp Feast
- Salmon and Shrimp Feast
- Seafood Feast
- Tender Beef and Liver Feast (ранее известный как Beef and Liver Feast)
- Tender Chicken and Liver Feast
- Chopped Grill Feast
- Ocean Whitefish and Tuna Feast
- Savory Salmon Feast
- Tender Beef and Chicken Feast
- Tender Beef Feast
- Turkey and Giblets Feast

##### Маринованные
- Beef Feast in Gravy
- Tuna Feast in Gravy
- Salmon Feast in Gravy
- Turkey Feast in Gravy

##### Жареные
- Roasted Chicken Feast
- Roasted Turkey Feast

##### В консервных банках
- Flaked Chicken and Tuna Feast
- Flaked Salmon and Ocean Whitefish Feast
- Flaked Tuna and Mackerel Feast
- Flaked Fish and Shrimp Feast
- Flaked Trout Feast
- Flaked Tuna Feast

##### Сухие
- Chunky Chicken Feast
- Chunky Turkey Feast
- Chunky Chopped Grill Feast

##### Эксклюзивно для Китая
- Select Tuna Chunks Feast
- Select Tuna Meat Feast
- Select Tuna Meat with Streaks of Crab Leg and Chicken Feast
- Select Tuna Meat with Streaks of Crab Leg Feast
- Select Tuna Meat with Small Whitebait Feast
- Select Carp with Prawn Feast